# Ngũ Kết

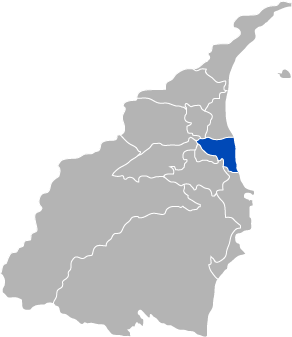
Vị trí tại Nghi Lan

Ngũ Kết (tiếng Trung: 五結; bính âm: Wǔjié; Bạch thoại tự: Gō͘-kiat) là một hương (xã) của huyện Nghi Lan, tỉnh Đài Loan, Trung Hoa Dân Quốc (Đài Loan). Hương nằm bên bờ nam của cửa sông Lan Dương và cũng bao gồm hạ lưu của sông Đông Sơn do vậy hương có địa hình bằng phẳng và thường xảy ra lũ lụt. Hương có khu công nghiệp Lợi Trạch và được nhiều công ty công nghệ đầu tư. Ngũ Kết có diện tích 38,8671 km², dân số vào tháng 8 năm 2011 là 38.786 người thuộc 13.162 hộ gia đình, mật độ cư trú đạt 997,9 người/km².